# Cochlodina comensis
Cochlodina comensis is een slakkensoort uit de familie van de Clausiliidae. De wetenschappelijke naam van de soort is voor het eerst geldig gepubliceerd in 1850 door L. Pfeiffer.